# Koncentrat krwinek płytkowych

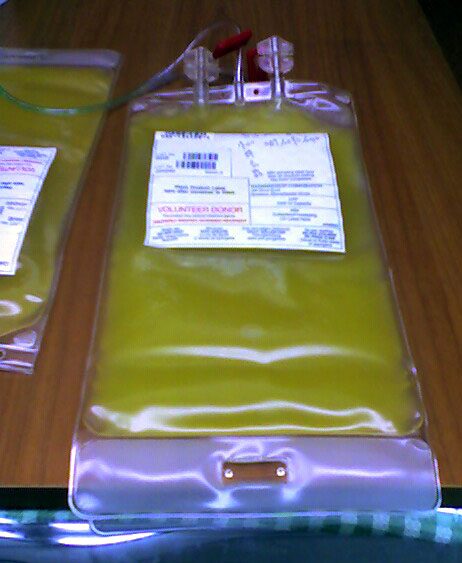
Koncentrat krwinek płytkowych

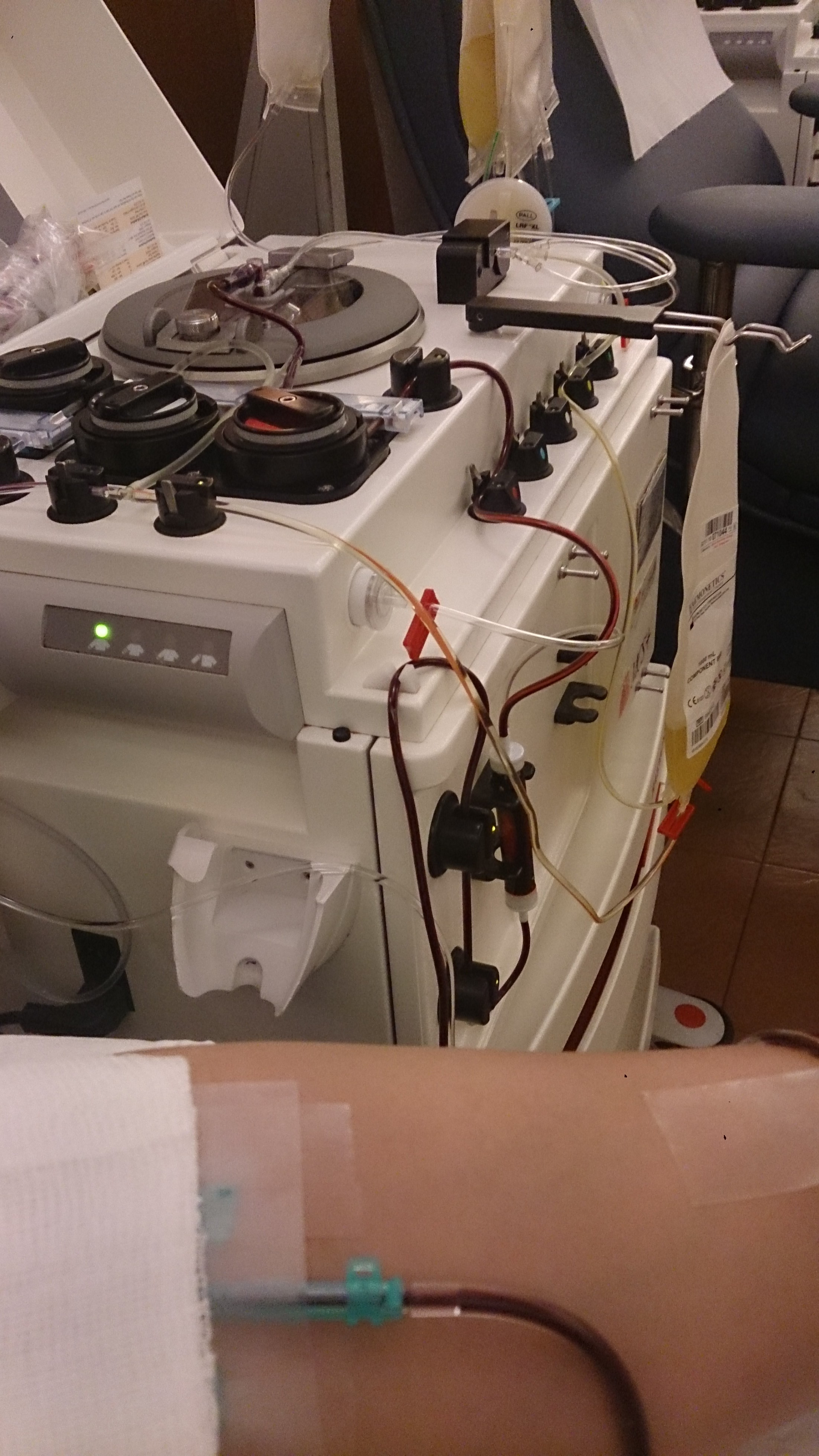
Trombafereza

Koncentrat krwinek płytkowych (KKP) – preparat krwiopochodny zawierający trombocyty zawieszone w niewielkiej ilości osocza. Ze względu na sposób otrzymywania i właściwości wyróżnia się KKP otrzymany metodą manualną, KKP otrzymany metodą automatycznej aferezy (KKP-Af), ubogoleukocytarny KKP (UKKP), przemywany KKP (PKKP) i rekonstytuowany KKP (RKKP).

## Koncentrat krwinek płytkowych otrzymany metodą manualną
Preparat jest otrzymywany przez odwirowanie jednej jednostki krwi pełnej konserwowanej (KPK). Jedna jednostka zawiera 45–95×109 płytek zawieszonych w około 50 ml osocza, dodatkowo zawiera około 5–20×107 leukocytów.
Preparat przechowuje się w temperaturze 20–24 °C ze stałym mieszaniem. Zapakowany w tzw. oddychający pojemnik może być podany maksymalnie do 5 dni od pobrania, a w przypadku ujemnego wyniku badania bakteriologicznego maksymalnie do 7 dni. Pojedyncze jednostki przed wydaniem mogą być łączone w jeden preparat – zlewany koncentrat krwinek płytkowych.
Wskazania do podania KKP:
- małopłytkowość
- skazy krwotoczne z nieprawidłową czynnością płytek.

Głównym wskazaniem nie jest sama ilość trombocytów, a objawy skazy krwotocznej. Profilaktycznie KKP podaje się przy ilości trombocytów poniżej 10 000/μl. Większość zabiegów chirurgicznych można przeprowadzić przy ilości niższej niż 50 000/μl, poza tymi gdzie krwawienie byłoby szczególnie groźne – zabiegi w obrębie OUN lub siatkówki, wówczas wymagane jest powyżej 100 000/μl płytek. Zwykle przetacza się 4–6 jednostek zgodnie z układem ABO.

## Koncentrat krwinek płytkowych otrzymany metodą automatycznej aferezy
Jest to koncentrat krwinek płytkowych uzyskany za pomocą trombaferezy (odmiana aferezy). Jedna jednostka uzyskana tą metodą odpowiada 5 jednostkom KKP. Metoda redukuje ekspozycję biorcy na kontakt z antygenami kilku biorców, jak ma to miejsce w przypadku zlewanego KKP, a także umożliwia dobranie dawcy w zgodzie z układami HLA i HPA (antygeny płytek krwi).
Jest przechowywany podobnie jak KKP, a termin przydatności wynosi 5 dni. Wskazania do podania są podobne jak w KKP, jednak KKP-Af jest szczególnie przydatny u chorych z przeciwciałami anty-HLA lub anty-HPA.

## Ubogoleukocytarny koncentrat krwinek płytkowych
Preparat powstaje poprzez usunięcie większości limfocytów z KKP lub KKP-Af. Ilość leukocytów powinna wynosić maksymalnie 106. Uboleukocytarny KKP zmniejsza ryzyko immunizacji HLA i niehemolitycznych odczynów gorączkowych oraz ryzyko zakażenia cytomegalowirusem. Preparat wytworzony w systemie otwartym musi być podany w ciągu 6 godzin od zakończenia preparatyki, a wytworzony w systemie zamkniętym, podobnie jak KKP, może być podany do 5 dni.

## Przemywany koncentrat krwinek płytkowych
Jest to preparat, w którym płytki są pozbawione osocza i zawieszone w 0,9% roztworze chlorku sodu.
Jest podawany u biorców z przeciwciałami przeciwko białkom osocza (szczególnie anty-IgA) oraz ciężkimi poprzetoczeniowymi reakcjami alergicznymi.

## Rekonstytuowany koncentrat krwinek płytkowych
Jest to KKP zawieszony w osoczu zgodnym grupowo z biorcą. Osocze dawcy lub dawców jest usuwane i zastępowane osoczem dawców grupy ABO, dzięki czemu składnik może być przetaczany każdemu biorcy niezależnie od grupy krwi. Preparat jest stosowany wyłącznie, gdy nie ma preparatów zgodnych grupowo.